# Gradius (videojuego)
Gradius (Japonésː グラディウス Hepburnː Guradiusu) es un videojuego estilo matamarcianos del año 1985, desarrollado y distribuido por Konami para máquinas arcade. Es el primer juego de la Serie Gradius en producirse.
En Gradius, el jugador controla una nave espacial de combate, llamada Vic Viper, y debe defenderse de los ataques de varios enemigos alienígenas que irán apareciendo en pantalla. El juego usa un sistema para mejorar el desempeño de la nave, basado en capturar cápsulas para comprar armamento adicional.
En principio, la versión arcade de Gradius que se vendió fuera de Japón se comercializó bajo el nombre de Nemesis. Sin embargo, las versiones para consolas caseras han utilizado el título original. Las versiones para consolas caseras han sido publicadas para varios sistemas, como Famicom/Nintendo, Game Boy, MSX y PC Engine. Fue un gran éxito en 1986. 
Se convirtió en el juego arcade mejor vendido de ese año en Londres y uno de los 8 mejores juegos arcade de Japón, mientras que la versión para Nintendo vendió un millón de copias ese año en el mercado japonés.
Gradius fue aclamado por el público. Los críticos elogiaron su mecánica de juego y su sistema de mejora de armas. Junto con el juego Xevious de Namco,  Gradius es considerado como uno de los videojuegos más importantes del género matamarcianos, habiendo allanado el camino para muchos juegos similares que le siguieron.

## Descripción
Los jugadores controlan una nave interdimensional, Vic Viper, y deben combatir contra hordas enemigas a través de diversos escenarios.
La frase más mencionada del juego es "Destroy the core!" ("¡Destruye el núcleo!"), ya que la mayoría de los jefes del juego son una inmensa nave, en cuyo centro se encuentra de uno a varios núcleos a destruir. Dichos núcleos suelen estar protegidos por un pasillo cerrado por una serie de puertas. El jugador debe disparar a dichas puertas mientras esquiva los ataques del jefe y la colisión contra éste o el escenario. Algunos jefes son capaces de regenerar dichas puertas, aunque no es algo común en la saga. 
Dependiendo del juego, el color del núcleo varía de azul a rojo con los ataques, o bien es inmune al tener dicho núcleo azul y es vulnerable al tenerlo rojo (como el caso del juego que nos ocupa). Si el jefe sigue vivo, probablemente tenga otro núcleo o parte débil a destruir, con lo que al destruirla acabará siendo eliminado. Los jefes orgánicos, sin embargo, no suelen tener núcleo, sino algún punto débil como la boca, cabeza o un ojo.
Cabe mencionar que en algunos Gradius, si sobrevives mucho tiempo sin derrotar al jefe, éste acaba por marcharse, pero el jugador no recibe bonificación alguna por ello.

## Jugabilidad

### Sistema de armas
Cuando comienza el juego, la nave Vic Viper es relativamente lenta y tiene poca potencia de disparo. Este nivel de armamento suele resultar más que escaso para poder derrotar a los enemigos, pero la Vic Viper puede mejorar enormemente recolectando y usando las cápsulas rojas que dejan los enemigos, bien al matar un enemigo especial (generalmente de color rojo) o una hilera de enemigos.
A diferencia de la mayoría de los juegos arcade, que usan diversos ítems para ganar diversas habilidades, Gradius tiene tan sólo un tipo de ítem. Coger dicho ítem mueve un lugar el ítem seleccionado en la barra de selección de armas. Cuando la mejora deseada está iluminada, el jugador puede presionar el botón de ítem, recibiendo dicha mejora pero perdiendo todas las cápsulas recolectadas hasta el momento.
Al comienzo dicha barra no tiene ningún ítem seleccionado, pero tras coger cápsulas rojas, la selección cambia a 'Speed Up', 'Missile', 'Double', 'Laser', 'Option' y '?'.
- Speed Up (Velocidad) – Esta habilidad añade velocidad a la nave, algo necesario al comenzar el juego o al reiniciar en un área tras haber sido impactado por algún enemigo, ya que la velocidad inicial de Vic Viper es demasiado lenta para esquivar la mayoría de los ataques. Esta habilidad puede elegirse diversas veces, aumentando más y más la velocidad, corriendo el riesgo de acabar siendo incontrolable si no se tiene cuidado en no elegirla más de un cierto número de veces.

- Missile (Misiles) – Esta habilidad añade un proyectil aparte del disparo, que se lanza con otro botón (aunque generalmente se puede configurar para dispararlo con el mismo). Este misil cae hacia abajo, siendo capaz de avanzar hacia la derecha cuando toca suelo, destruyéndose tras acertar a un enemigo o al encontrarse con algo que lo detenga.
- Double (Disparo Doble) – Esta habilidad añade un disparo a 45° al disparo principal, siendo capaz de disparar a enemigos sobre ti, a cambio de reducir la velocidad de disparo hacia adelante.
- Laser (Disparo Láser) – Esta habilidad cambia el disparo normal o el Double por un arma láser. Esta arma causa más daño que el disparo normal, y no se detiene al impactar con un enemigo pequeño. Además, puede llegar a ser controlado al moverse verticalmente; siendo el arma ideal para atacar a muchos enemigos simultáneamente.

- Option (Option/Múltiple) – Los Options son unas bolas elípticas parpadeantes que mimetizan el movimiento y ataque de la Vic Viper, duplicando, triplicando, etc; la potencia de ataque por cada uno extra. Por si fuera poco, los Options son invulnerables, siendo bastante útiles para atacar cosas tras muros, o enemigos particularmente difíciles de alcanzar. Todas las armas que tenga el Vic Viper se añaden automáticamente a cada Option. En la mayoría de los juegos, el límite de estos es de cuatro, aunque en algunas versiones antiguas el límite es de dos.

- ? (Shield) (Escudo) – Esta habilidad añade un escudo frontal al Vic Viper, siendo capaz de recibir unos cuantos disparos enemigos antes de desaparecer. El contacto con enemigos o terreno también pueden dañarlo, así que hay que ser cuidadoso. Además, el escudo es únicamente frontal, siendo vulnerable por detrás, arriba o abajo. Hay que mencionar que en la versión NES de Gradius, el escudo, a pesar de estar delante, protege toda la nave.

### Niveles
- Stage 1: Volcano. Un nivel de montañas y bosques, que enseguida sería un clásico de la saga. El subjefe de la zona son dos volcanes en erupción, y el jefe es Big Core, una enorme nave que dispara de 4 en 4.
- Stage 2: Stone Henge. Un nivel rocoso lleno de "ladrillos" a destruir para poder abrirte paso. El subjefe es una lluvia de enemigos que aparecen de la nada, y el jefe es, de nuevo, Big Core.
- Stage 3: Moai. Otro nivel que sería un clásico, basado en las cabezas de la Isla de Pascua. Estas te tirarán unos anillos destruibles. El subjefe es una ola de enemigos circulares que atacarán abriéndose para lanzar enemigos circulares más pequeños y el jefe es, otra vez, Big Core.
- Stage 4: Inverted Volcano. Similar al primer nivel, pero incluyendo bosques y montañas también en el techo. El subjefe son 6 naves que vuelan llenando la pantalla, y el jefe es Big Core.
- Stage 5: Tentacle. Un nivel basado en un montón de bolas flotantes con mortales garras que disparan. El subjefe son una serie de bolas con 4 garras, mientras que el jefe es una vez más Big Core
- Stage 6: Cell. Un nivel basado en células, que posteriormente inspirarían al spin-off Salamander. Sólo hay un jefe, siendo una especie de boca que lanza una lluvia de disparos.
- Stage 7: Fortress. El nivel final, una base mecánica. Los disparos llueven, y algunas mortales trampas intentarán detenerte. La puerta al jefe final se irán cerrando, obligando a pasar a toda velocidad. Este jefe es Celos Base/Xaerous Brain, un cerebro indefenso.

Hay que reseñar que en las versiones MSX y de PC Engine de Gradius, hay un nivel extra basado en huesos y esqueletos, ocupando el 5.º lugar (y siendo por tanto 8 niveles). El subjefe son una serie de huesos boomerang (En PC Engine es una ola de calaveras que lanzan fuego azul), y el jefe sigue siendo Big Core. También cabe destacar que en la versión NES, en el cuarto nivel, los subjefes son nuevamente dos volcanes en erupción pero solo que estos están en el techo.

### Código Konami
Las versiones para consolas domésticas y portátiles del Gradius resucitaron el ahora famoso Código Konami, considerado uno de los elementos definitorios del Gradius. El código (tradicionalmente arriba, arriba, abajo, abajo, izquierda, derecha, izquierda, derecha, B, A; aunque existen variantes), introducido una vez pausado el juego, da al jugador la mayor parte de las armas disponibles automáticamente. A pesar de que esto es un truco, al jugador sólo se le permite usarlo un número determinado de veces. En la mayoría de los casos, el límite comienza siendo de un uso, pero aumenta por cada nivel completado.
Una interesante excepción de esta regla es el Gradius III de Super NES/Super Famicom, donde introducir el código original hace que vueles por los aires. Sustituyendo izquierda y derecha por L y R, sin embargo, causa el efecto deseado.

## Desarrollo
Gradius fue creado por Machiguchi Hiroyasu, diseñador de juegos de Konami. Gradius fue el primer juego de su autoría en publicarse. Machiguchi entró a Konami a principios de los 80s como programador, justo en el momento en que Konami estaba entrando a la industria de los videojuegos. La directiva de la empresa le ordenó a él y a su equipo crear un juego que pudiera meter a la compañía en el negocio. Machiguchi  le pregunto a su equipo de trabajo que clase de juego querrían hacer, y le dijeron que querían hacer otro juego estilo matamarcianos. Los videojuegos de disparos habían experimentado un resurgimiento gracias al éxito de Xevious, de Namco. El equipo de Machiguchi quería hacer un matamarcianos que pudiera superarlo . En principio, la idea era hacer una secuela de Scramble, uno de los primeros juegos de Konami. Se iba a llamar Scramble 2,  e iban a reutilizar su mecánica de juego y sus elementos.
El desarrollo de Gradius duró casi un año. Machiguchi afirmó que el y su equipo estaban trabajando con ansiedad pues este era su primer juego y no tenían confianza en lo que estaban haciendo. El equipo probo sus ideas de juego en un monitor arcade para ver si estas funcionaban o no. Para los satélites de Opción, el equipo probó más de 20 patrones de movimiento diferentes, y eliminaron los que no funcionaban. El juego fue producido para correr en la placa Konami Bubble System, lo que le dio al equipo más capacidad de memoria con la cual experimentar. Hiroyasu quería que el juego tuviera un mundo visualmente distinto con enemigos y ubicaciones únicos poco común para los matamarcianos de la época. El diseño del juego y su argumento tienen elementos de Star Wars: A New Hope and Lensman. La idea  de tener un sistema de armamento surgió del deseo del equipo de dar a los jugadores la libertad de seleccionar las armas que quisieran. Las primeras versiones tenían al jugador recolectando íconos para seleccionar las armas. estos fueron eliminados por no ser lo suficientemente "satisfactorios". En cambio, fue reemplazado por una barra de selección donde los jugadores recolectaban cápsulas para accsesar a otras armas, una idea basada en las teclas de función de un teclado.  Los enemigos Moai se añadieron como referencia a Xevious y sus lineas de Nazca lineas, y para darle al juego una sensación de misterio.

## Publicaciones

### MSX
La versión MSX de Gradius fue lanzada el 25 de julio de 1986 en Japón, unos meses después de la versión de Famicom. También fue lanzado en Europa bajo el título Nemesis. Esta versión cambió de manera similar a la versión de Famicom, pero agrega una gran cantidad de contenido exclusivo para compensar la degradación. Se agregó una nueva etapa, el planeta de los huesos entre la etapa Volcán Invertido y la etapa Antennoide, con tipos de enemigos exclusivos. También hay cuatro zonas warp ocultas y la posibilidad de jugar como la nave titular de TwinBee si la versión MSX de ese juego se juega junto con Nemesis.

### PC Engine
La versión para PC Engine de Gradius se lanzó el 15 de noviembre de 1991, exclusivamente en Japón. Lanzado en una HuCard de 2 Megabit, tuvo relativamente pocas omisiones en comparación con las versiones NES y MSX y agregó un escenario Desert Planet similar al escenario Bone Planet de la versión MSX. Debido a la menor resolución del PC Engine en comparación con el hardware arcade original, el PC Engine presenta un ligero desplazamiento vertical.

### Otras Plataformas
Además del MSX, Gradius también fue portado a otras microcomputadoras poco después de su lanzamiento, como ZX Spectrum, Amstrad CPC y Commodore 64 en Europa (como Nemesis: The Final Challenge), así como PC-8801 y X1 en Japón. También se incluyó un puerto para la computadora X68000 en los primeros modelos de la computadora. El Gradius original también se incluye en una colección como Gradius Deluxe Pack para PlayStation y Sega Saturn y Gradius Collection para PlayStation Portable. La versión arcade se lanzó digitalmente en PlayStation 4 en 2015 y Nintendo Switch en julio de 2020 como parte de la serie Arcade Archives, con la opción de jugar las cuatro variantes regionales del juego.

## Recepción y Crítica
El 1 de julio de 1985, la revista japonesa Game Machine  calificó a Gradius como el juego Arcade más exitoso del mes. Se convirtió en el octavo juego de arcade mejor vendido de Japón durante la primera mitad de 1986. y nuevamente en la segunda mitad de ese año. En Reino Unido, Nemesis fue el juego arcade más taquillero de 1986 en las listas de Arcade de Londres.. La versión de Nintendo también vendió un millón de copias en Japón en 1986. La versión de Gradius para computadoras  domésticas llegó al número 2 en las listas de ventas del Reino Unido, por debajo de Feud.[cita requerida]
El juego de arcade recibió críticas positivas por parte de las revistas Computer and Video Games y Computer Gamer. Computer and Video Games más tarde revisó las conversiones de la computadora doméstica y lo otorgó el galardón de Juego del mes. GameSpot  afirmó que Gradius  era uno de los  juegos de disparos de movimiento lateral más rudos ,siendo superado solo por Contra. IGN le dio a la versión de Wii Virtual Console una calificación de 7 de 10  y lo elogió como uno de los más grandes clásicos del género matamarcianos con desplazamiento lateral.

## Legado
Gradius tuvo varias secuelas, la primera de las cuales fue Salamander  en 1986. La serie ha continuado hasta la séptima generación con Gradius ReBirth.
También se volvió a lanzar en la plataforma Windows el 20 de diciembre de 2013,  en GameNow en mayo de 2014 y para los Archivos Arcade de PlayStation 4 el 25 de enero en Japón. Se relanzó la versión de NES para Nintendo Switch Online el 19 de septiembre de 2018, en todo el mundo y un lanzamiento actualizado como Gradius: Stage 5 Stronger Version (グ ラ デ ィ ウ ス ス テ ー ジ 5 最強 バ ー ジ ョ ン, Guradiusu Sutēji 5 Saikyō Bājon) el 14 de noviembre de 2018, en todo el mundo . Otro lanzamiento actualizado titulado Gradius SP: Second Loop se lanzó en todo el mundo el 22 de agosto de 2019.